# Saint-Marin aux Jeux olympiques d'hiver de 1976
Saint-Marin participe aux Jeux olympiques d'hiver de 1976 à Innsbruck en Autriche du 4 au 15 février 1976. Il s'agit de sa 1re participation à des Jeux olympiques d'hiver.

## Ski alpin
Saint-Marin a ses deux représentants, Maurizio Battistini et Giorgio Cecchetti, qui disputent le slalom géant. Battistini dispute également le slalom.